# 握力
握力（あくりょく）とは、主に物を握るときの手の力のことである。

## 解説
現在では、主に以下の4つに分類される。
1. クラッシュ力（ものを握りつぶす力）
2. ピンチ力（物をつまむ力）
3. ホールド力（握ったものを保持する力）
4. ものを開く力

握力のうち1.のクラッシュ力は握力計を使って測ることができる。握力計による握力検査は、重量キログラム（記号:kgf, kgw）という度量衡単位で表されることが多いが、メートル法(国際単位系)では力をニュートンを用いてあらわすことになっているので公的に用いることはできない。
1.のクラッシュ力の養成は、ハンドグリッパーが最適である。
2.のピンチ力の養成は、ブロックウエイトやピンチブロックが適している。親指の力が密接に関わっており、カンフーなどの指を使うような格闘技やクライマーにとっては非常に重要となる。
この力はハンドグリッパーではほとんど強化できない。ピンチ力を測定する、ピンチ力計も販売されている。
3.のホールド力の養成は、直径の太いバーベルやダンベルの保持が適している。
本格的に握力を鍛えるには、特定の部位の筋力を強化しようと思ったら逆方向の力も強くするというウエイトトレーニングの原則にのっとり、握る力同様に、4.の拮抗筋=ものを開く力を鍛えることが望ましい。ものを開く力というのは実際には役に立たない場合がほとんどではあるが、筋力のバランスをとる結果、怪我の防止にもつながるという利点がある。しかし、筋力のバランスを取ることは極めて難しく、大変なことである。握力の低下は、約10年後の認知機能低下の兆候でもあり、一般の人々が想像するよりもはるかに重要である。

## 動物の平均的な握力
- ヒト--成人男性50kgw＞成人女性30kgw
- ニホンザル--推定30kgw[要出典]
- チンパンジー、オランウータン--推定200kgw[要出典]
- ゴリラ--推定400kgw～500kgw[要出典]
- その他、物をつかむ動作のできない動物--0kgw

一応、動物との比較にあたって、物をつかむという動作ができない動物は握力はないものとなる。そのため、昆虫やカタツムリ等の四肢の発達が不完全なものや、イヌやネコ、ウマ、トラなど四肢が物をつかむのに適さない形状に進化した動物は、必然的に握力が0kgwとなる。ヒトと比較すると、他の類人猿は手の骨に太い筋と腱が通っており、ヒトの発達した前腕よりもチンパンジーの細い腕の方がはるかに力があるのはそのためである。ニホンザルの握力は一見弱そうだが、ニホンザルの体重は10kg強なので、体重比で見ると握力が極めて強い方である。だが、具体的な測定がされているわけではなく、実際のところ詳細は不明であると言わざるを得ない。また、足の指でも材木や食べ物などの小物をつかんだり、木の幹をピンチグリップで握ることもできる。
ゴリラに関しても諸説が色々あり、握力は正確には不明。150kg前後の巨体でありながら、片手二本指で平気に木にぶら下がれることを考慮すると、かなりの握力があると思われる。しかし、これらはすべて憶測に過ぎず、正確な生物学的研究が行われているわけではない。